# Federação das Artes da Luta Unidas
Federação das Artes da Luta Unidas (em inglês:  United Fighting Arts Federation ou UFAF) é uma organização fundada por Chuck Norris. Os membros da organização estudam a arte marcial conhecida como chun kuk do.
A UFAF é composta por dez núcleos regionais, cobrindo os Estados Unidos, o Canadá e o México:
- Região 1 – Califórnia
- Região 2 – Nevada, Utah, Wyoming e sul de Idaho
- Região 3 – Washington, Oregon, Montana, norte de Idaho e oeste do Canadá
- Região 4 – Kansas, Nebraska, Dakota do Sul, Minnesota, Wisconsin, Iowa, Missouri e Illinois
- Região 5 – Arizona, Novo México, Colorado e México
- Região 6 – Michigan, Indiana, Kentucky, Ohio, Virgínia Ocidental, Virgínia, Carolina do Norte, Maryland e Delaware
- Região 7 – Arkansas, Louisiana, Mississippi, Tennessee, Alabama, Geórgia, Carolina do Sul e Flórida
- Região 8 – Nova Iorque, Connecticut, Maine, Vermont, Nova Hampshire, Pensilvânia, Nova Jérsei, Rhode Island, Massachusetts e leste do Canadá
- Região 9 – Oeste do México
- Região 10 – Texas e Oklahoma